# NGC 6449
NGC 6449 est une galaxie spirale située dans la constellation du Dragon. Sa vitesse par rapport au fond diffus cosmologique est de 5 191 ± 44 km/s, ce qui correspond à une distance de Hubble de 76,6 ± 5,4 Mpc (∼250 millions d'al). NGC 6449 a été découverte par l'astronome américain Lewis Swift en 1885.
La classe de luminosité de NGC 6449 est III-IV.